# Cecil Turner
Cecil Turner (* 2. April 1944 in Washington, D.C.) ist ein ehemaliger US-amerikanischer Footballspieler der National Football League (NFL).

## Karriere
Im NFL-Draft 1968 wurde Cecil Turner an 127. Stelle von den Chicago Bears gewählt und spielte dort als Wide Receiver während 6 Saisons (1968–1973).